# Chante Black
Pour les articles homonymes, voir Black.
Chante Black, née le 12 novembre 1985 à Austin (Texas) est une joueuse professionnelle de basket-ball de nationalité américaine.

## Biographie
Au East Forsyth High School de Kernersville (Caroline du Nord), elle est nommée WBCA All-American
 en 2004 et score trois ponts au WBCA High School All-America Game (en).
Choisie au 10e rang de la draft WNBA 2009, elle fait des débuts modestes au Sun du Connecticut avec 2,9 points par rencontre, qui ne la conservent pas l'année suivante après la sélection de Tina Charles. Échangée contre Amber Holt, ses statistiques 2010 s'améliorent (5,2 points par match) mais dans l'équipe la plus faible de la ligue, le Shock de Tulsa. La draft de Liz Cambage précipite son départ au cours de la pré-saison 2011.
En Europe, son chemin est inverse : après un rôle modeste en 2009-2010 en Turquie à Tarsus, elle s'impose en Israël la saison suivante à Ramat Hasharon qui atteint la finale du championnat israélien.